# Zanthoxylum mezoneurispinosum
Espèce
Synonymes
- Fagara mezoneurispinosa Aké Assi[1]

Statut de conservation UICN

 EN B1+2c : En danger
Zanthoxylum mezoneurispinosum est une espèce de plantes à fleurs de la famille des Rutaceae. Originaire d'Afrique tropicale, elle est endémique de Côte d'Ivoire où l'espèce est en danger (EN) selon les estimations de l'UICN.

## Classification
Cette espèce a été décrite pour la première fois en 1960 par le botaniste Laurent Aké Assi (1931-2014), sous le basionyme de Fagara mezoneurispinosa, puis elle a été recomposée dans le genre Zanthoxylum en 2006 par le botaniste William D. Hawthorne
Publication originale : Woody plants of Western African forests: a guide to the forest trees, shrubs and lianes from Senegal to Ghana 712. 2006.

## Référence taxinomiques

### Zanthoxylum mezoneurispinosum
- (en) Catalogue of Life : Zanthoxylum mezoneurispinosum (Aké Assi) W. D. Hawth. (consulté le 23 décembre 2020)
- (en) IPNI : Zanthoxylum mezoneurispinosum (Aké Assi) W. D. Hawth.  (consulté le 16 janvier 2020)
- (en) The Plant List : Zanthoxylum mezoneurispinosum (Aké Assi) W.D.Hawth.  (source : KewGarden WCSP) (consulté le 16 janvier 2020)
- (en) Tropicos : Zanthoxylum mezoneurispinosum (Aké Assi) W. D. Hawth.  (+ liste sous-taxons) (consulté le 16 janvier 2020)

### Fagara mezoneurispinosa
- (en) The Plant List : Fagara mezoneurispinosa Aké Assi (Nom accepté: Zanthoxylum mezoneurispinosum  (Aké Assi) W.D.Hawth.) Non valide  (source : KewGarden WCSP) (consulté le 18 janvier 2020)

### Fagara mezoneurospinosa
- (en) UICN : espèce Fagara mezoneurospinosa  Ake Assi (consulté le 18 janvier 2020)